# Kuusamo
Kuusamo là một thị xã và đô thị của Phần Lan.
Đô thị này nằm ở tỉnh Oulu trong vùng Bắc Ostrobothnia. Đô thị này có dân số 16.778 (31 tháng 10 năm 2008) với diện tích là 5.808,94 km2 (2.242,84 dặm vuông Anh) trong đó có 830,34 km2 (320,60 dặm vuông Anh) là diện tích mặt nước. Mật độ dân số là 3.37 người trên mỗi km².
Đô thị này chỉ sử dụng tiếng Phần Lan.
Kuusamo là một địa điểm thể thao mùa Đông và đón khoảng 1 triệu du khách mỗi năm. Ruka là trung tâm trượt tuyết từng tổ chức nhiều giải trượt tuyết quốc tế.

## Người nổi bật quê Kuusamo
- Hannu Hautala, nhiếp ảnh gia
- Tuomo Hänninen, chính trị gia
- Anssi Koivuranta, vận động viên
- Pirkko Määttä, vận động viên trượt tuyết
- Kalevi Oikarainen, vận động viên trượt tuyết
- Pauli Saapunki, nghị sĩ
- Kepa Salmirinne, nhạc sĩ
- Veikko Törmänen, nghệ sĩ
- Päivi Uitto-Riipinen, Miss Suomi 1979
- Junnu Alajuuma alias Johnny Volume, nhạc sĩ (Come Inside, The Flaming Sideburns)
- Ville Alajuuma, nhạc sĩ
- Jarkko Petosalmi, nhạc sĩ (Timo Rautiainen & Trio Niskalaukaus)